# Olga Martynova

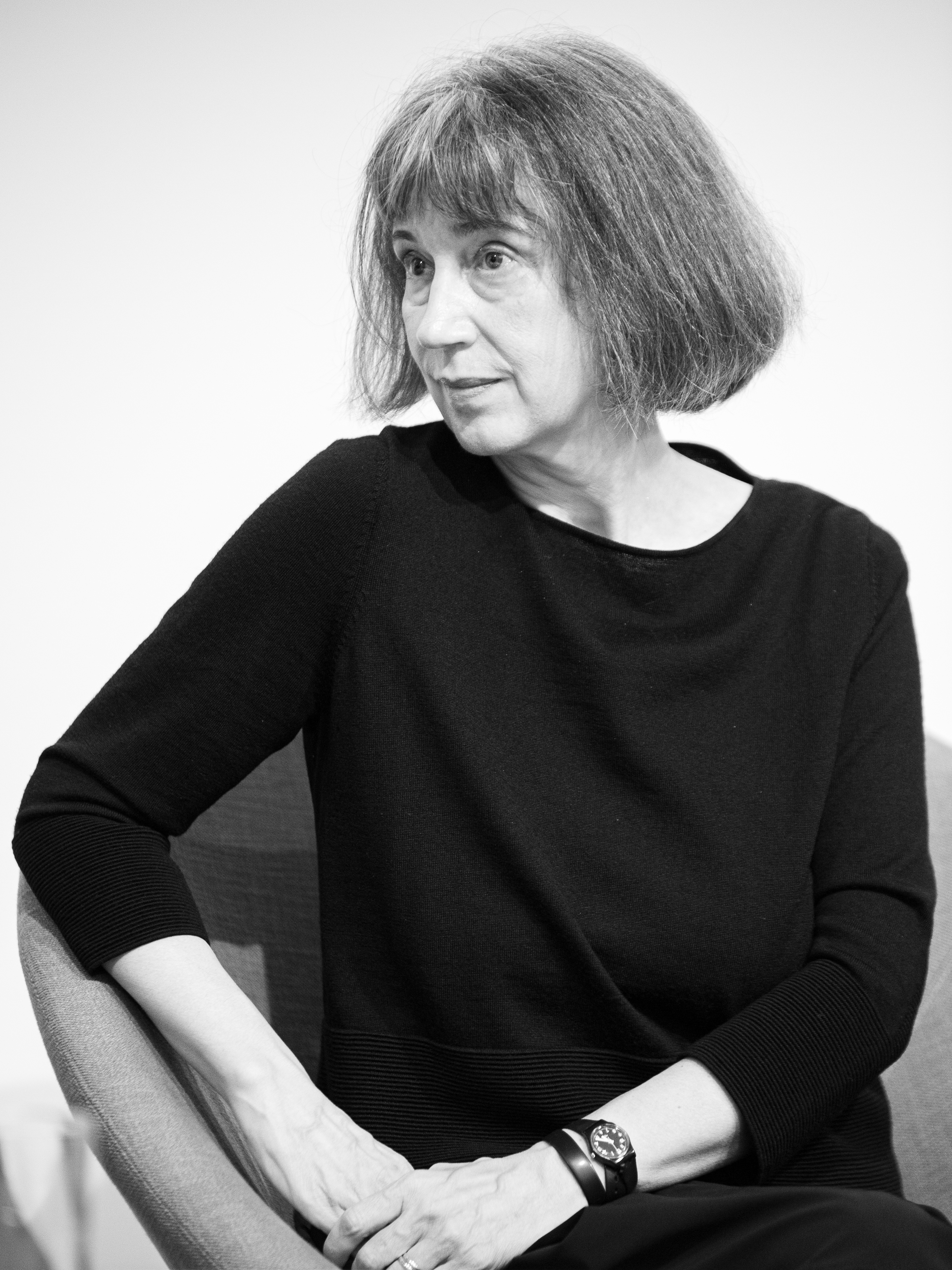
Olga Martynova (2018)

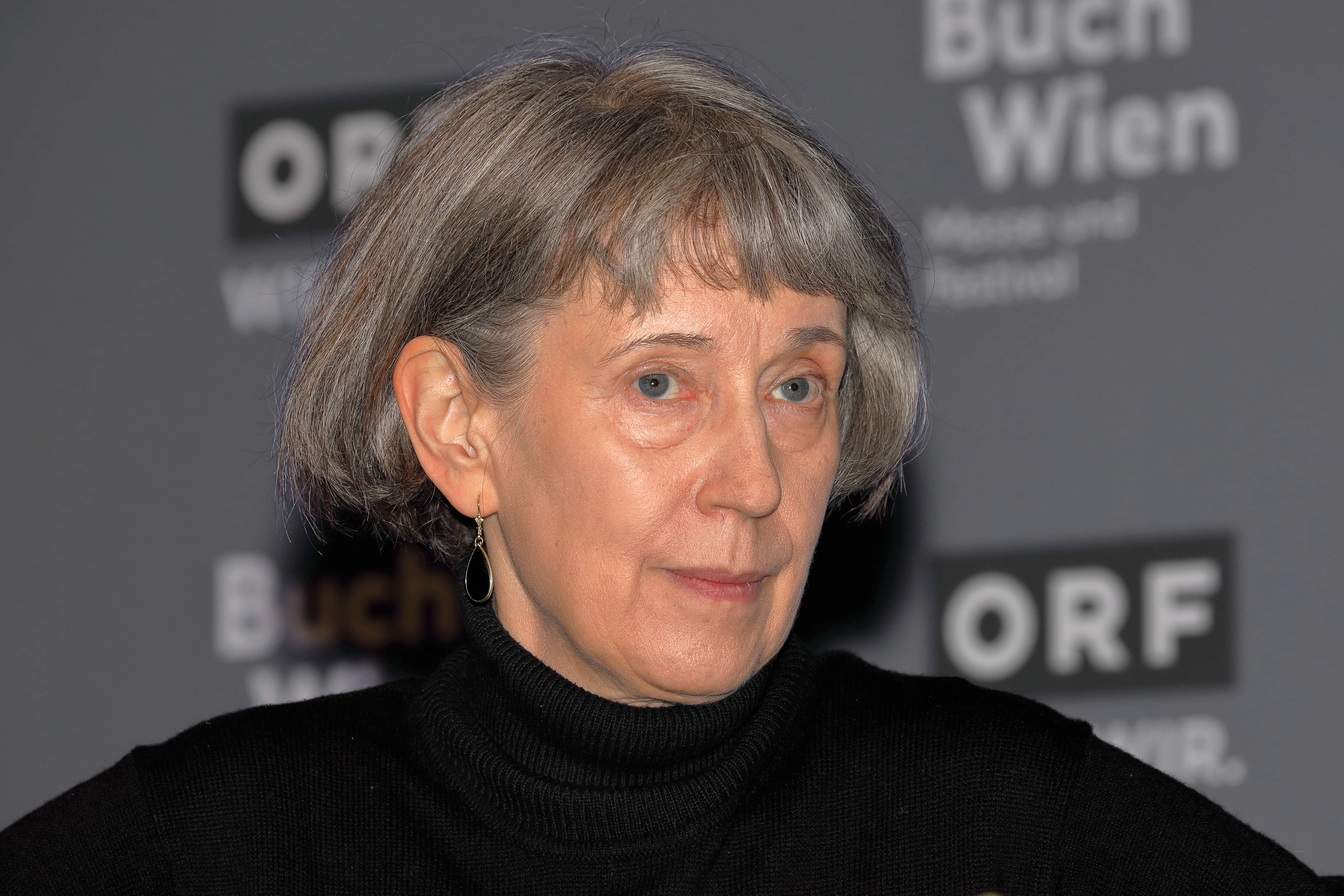
Olga Martynova (2023)

Olga Martynova (russisch Ольга Борисовна Мартынова / Olga Borissowna Martynowa, wissenschaftliche Transliteration Ol'ga Borisovna Martynova; * 26. Februar 1962 in Dudinka, Region Krasnojarsk, Russische SFSR, Sowjetunion) ist eine russische Lyrikerin, Essayistin und Übersetzerin.

## Leben
Olga Martynova wuchs in Leningrad auf und studierte dort russische Sprache und Literatur. Im November 1990 kam sie mit der Leningrader Autorengruppe „Kamera chranenija (Камера хранения)“ im Zuge eines Literaturaustausches mit der Zeitschrift MINERVA – Zeitschrift für Notwehr und Philosophie nach Berlin und lebt seither in Deutschland. Sie schreibt auf Russisch (Gedichte, Essays) und Deutsch (Essays, Prosa). Ihre zahlreichen Beiträge aus deutschsprachigen Periodika sind ins Englische, Polnische, Slowakische, Bulgarische, Dänische und neuerdings auch Russische übersetzt worden, ihre russischen Gedichte ins Deutsche, Englische, Italienische, Albanische und Französische. Darüber hinaus ist sie als Essayistin und Rezensentin für Zeitungen wie die Neue Zürcher Zeitung, Die Zeit und die Frankfurter Rundschau tätig.
2010 folgte mit Sogar Papageien überleben uns ein erster Roman, der in kurzen Episoden von einer Sankt Petersburger Autorin berichtet, die in Berlin an einem Kongress zu Daniil Charms teilnimmt. Das Buch gelangte auf die Longlist des Deutschen Buchpreises und die Shortlist des aspekte-Literaturpreises.

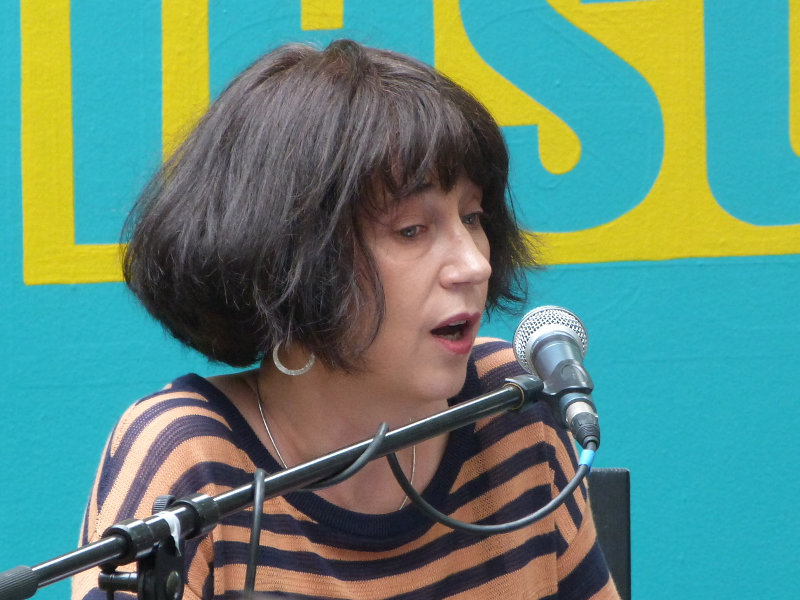
Olga Martynova (2012, Erlangen)

2012 gewann Martynova mit ihrem Text Ich werde sagen: „Hi!“ den Ingeborg-Bachmann-Preis. Darin stellt sie mit kulturgeschichtlichen Bezügen einen jungen Mann in den Mittelpunkt, der sich gleichzeitig für das Erwachen erotischer Gefühle und die Dichtung interessiert.
2015 hatte sie die Heiner-Müller-Gastprofessur für deutschsprachige Poetik an der FU Berlin inne.
Olga Martynova lebt in Frankfurt am Main. Sie war mit dem Dichter Oleg Jurjew (1959–2018) verheiratet. Aus dieser Ehe stammt ein Sohn (* 1988), der Schriftsteller und Übersetzer Daniel Jurjew.

## Mitgliedschaften
- PEN-Zentrum Deutschland
- Deutsche Akademie für Sprache und Dichtung
- Akademie der Wissenschaften und der Literatur (Mainz)[7]

## Werke
Russisch erschienen:
- Поступь январских садов [Tempo der Januar-Gärten]. Prometej, Moskau 1989 (= Камера хранения [Gepäckraum])
- Сумасшедший кузнечик [Verrückte Heuschrecke]. St. Petersburg 1993, (= Камера хранения)
- Четыре времени ночи [Vier Zeiten der Nacht]. St. Petersburg 1998. (= Камера хранения)
- Французская библиотека [Französische Bibliothek]. NLO [UFO], Moskau 2007
- О Введенском. О Чвирике и Чвирке. Исследования в стихах [Über Vvedensky. Über Tschwirik und Tschwirka. Studium der Poesie]. Zentrum für zeitgenössische Literatur, Moskau: 2010, (= Русский Гулливер [Russischer Gulliver])

Auf Deutsch erschienen:
- Brief an die Zypressen. Gedichte. Rimbaud, Aachen 2001, ISBN 3-89086-736-7 (aus dem Russischen von Elke Erb und Olga Martynova).
- Wer schenkt was wem. Besprechungen 1999–2003. Rimbaud, Aachen 2003, ISBN 3-89086-686-7 (Essays und Buchkritiken).
- mit Jelena Schwarz: Rom liegt irgendwo in Russland. Zwei russische Dichterinnen im lyrischen Dialog über Rom (= Abrasch. Nr. 10). Edition per Procura, Wien / Lana 2006, ISBN 3-901118-57-8 (aus dem Russischen von Elke Erb und Olga Martynova, Text in Deutsch und Russisch).
- In der Zugluft Europas. Gedichte (= Edition Künstlerhaus. Band 29). Wunderhorn, Heidelberg 2009, ISBN 978-3-88423-327-6 (aus dem Russischen von Elke Erb, Olga Martynova, Gregor Laschen, Ernest Wichner, Sabine Küchler u. a.).
- Sogar Papageien überleben uns. Roman. Droschl, Graz / Wien 2010, ISBN 978-3-85420-765-8 (als Taschenbuchausgabe Sogar Papageien überleben uns. btb, Berlin 2012, ISBN 978-3-442-74365-0.)
- Zwischen den Tischen. Olga Martynova und Oleg Jurjew im essayistischen Dialog. Bernstein, Bonn 2011, ISBN 978-3-939431-73-2.
- Von Tschwirik und Tschwirka. Gedichte. Droschl, Graz 2012, ISBN 978-3-85420-831-0 (aus dem Russischen von Elke Erb und Olga Martynova).[8]
- Mörikes Schlüsselbein. Roman. Droschl, Graz 2013, ISBN 978-3-85420-841-9.
- Der Engelherd. Roman. S. Fischer, Frankfurt am Main 2016, ISBN 978-3-10-002432-9.
- Über die Dummheit der Stunde. Essays. S. Fischer, Frankfurt am Main 2018, ISBN 978-3-10-002433-6.
- Gespräch über die Trauer. S. Fischer, Frankfurt am Main 2023, ISBN 978-3-10-397519-2.
- Such nach dem Namen des Windes. Gedichte. S. Fischer, Frankfurt am Main 2024, ISBN 978-3-10-397520-8.

## Hörspiele
- Petersburger Zwillinge (zusammen mit Oleg Jurjew). 2011, hr 2.
- Versuch über die kasachische Steppe. Lieder aus Stalins Lagern (zusammen mit Oleg Jurjew). 2014, hr 2.

## Auszeichnungen
- 2000: Hubert-Burda-Preis für junge Lyrik
- 2005: Stipendium des Baltischen Zentrums für Autoren und Übersetzer im Visby (Schweden)
- 2007: Stipendium des Künstlerhaus Edenkoben
- 2010: Longlist Deutscher Buchpreis mit  Sogar Papageien überleben uns
- 2010: Shortlist aspekte-Literaturpreis mit  Sogar Papageien überleben uns
- 2011: Babotschka Aronsona-Preis (Preis „Aronsons Schmetterling“) – der Preis der Literaturvereinigung „Kamera chranenija“ für das Gedicht des Jahres 2010
- 2011: Adelbert-von-Chamisso-Preis, Förderpreis
- 2011: Arbeitsstipendium der Robert Bosch Stiftung
- 2011: Roswitha-Preis
- 2011: Frankfurter Autorenstipendium
- 2012: Ingeborg-Bachmann-Preis für Ich werde sagen: „Hi!“
- 2013/2014: Stipendium des Internationalen Künstlerhauses Villa Concordia in Bamberg
- 2015: Berliner Literaturpreis
- 2017: Grenzgänger-Rechercheförderung der Robert Bosch Stiftung und des Literarischen Colloquiums Berlin[9]
- 2022/23: Rompreis der Deutschen Akademie Rom Villa Massimo[10]
- 2025: Peter-Huchel-Preis für Such nach dem Namen des Windes[11]